# Tipula (Beringotipula) donaldi
Tipula (Beringotipula) donaldi is een tweevleugelige uit de familie langpootmuggen (Tipulidae). De soort komt voor in het Nearctisch gebied.
De wetenschappelijke naam voor de soort werd voor het eerst geldig gepubliceerd in 1965 door Charles Paul Alexander.